# Liste der Naturdenkmale in Spangdahlem
Die Liste der Naturdenkmale in Spangdahlem nennt die im Gemeindegebiet von Spangdahlem ausgewiesenen Naturdenkmale (Stand 13. April 2024).

## Naturdenkmale
| Nr.         | Bezeichnung                            | Lage                                     | Beschreibung         | Bild                                    |
| ----------- | -------------------------------------- | ---------------------------------------- | -------------------- | --------------------------------------- |
| ND-7232-540 | Linden bei der Kapelle am Nikolausberg | nördlich des Ortes; Flur Bohnenberg Lage | Tilia sp., elf Bäume | Direkt Bild zu diesem Denkmal hochladen |